# 307-я реактивная артиллерийская бригада
307-я реактивная артиллерийская Бранденбургская ордена Кутузова бригада (cокр. 307 реабр, в/ч 80847) — тактическое соединение Советской армии периода Холодной войны.
В послевоенный период дислоцировалась в г. Хемниц (Карл-Маркс-Штадт) ГДР в составе 34-й артиллерийской дивизии и носила наименование 307-я реактивная артиллерийская Бранденбургская ордена Кутузова бригада.

## История
Ведёт историю от 2-й миномётной бригады РККА. 2-я миномётная бригада находилась в составе 6-й артиллерийской дивизии прорыва. Бригада состояла из 113-го, 130-го, 135-го миномётных полков.
2-я миномётная бригада находилась в рядах действующей армии в периоды:
- 17 декабря 1942 — 11 сентября 1943;
- 26 декабря 1943 — 9 мая 1945.

18 июня 1945 года бригаде приказом народного коммиссара обороны СССР маршала И. В. Сталина № 088 от 28 мая 1945 г. присвоено почётное наименование «Бранденбургская».
После войны переформирована в 17-й пушечный артиллерийский полк. 17-й пушечный артиллерийский полк переформирован в 1974 году в 307-ю реактивную артиллерийскую бригаду с дислокацией в г. Хемниц ГДР в составе 34-й артиллерийской дивизии.
Была единственной реактивной артиллерийской бригадой СССР на РСЗО 9К57 «Ураган».
В начале 1990-х 307-я реактивная артиллерийская Бранденбургская ордена Кутузова бригада выведена вместе с другими подразделениями 34-й артиллерийской дивизии в п. Мулино Нижегородской области, где была расформирована в 1997.

## Вооружение и военная техника
При переформировании 17-го пушечного артиллерийского полка 307-ю бригаду вооружили РСЗО 9К51 «Град». В 1978 году перевооружили на 9К57 «Ураган».
На 1989 г. на вооружении 307-й реактивной артиллерийской бригады находились: 72 9П140 «Ураган», 3 ПРП-3, 12 1В18, 5 1В19, 1 Р-145БМ.